# Rhynchophion woodi
Rhynchophion woodi là một loài tò vò trong họ Ichneumonidae.